# Xylobiops concisus
Xylobiops concisus är en skalbaggsart som beskrevs av Pierre Lesne 1901. Xylobiops concisus ingår i släktet Xylobiops och familjen kapuschongbaggar. Inga underarter finns listade i Catalogue of Life.